# Eugen Hadamovsky

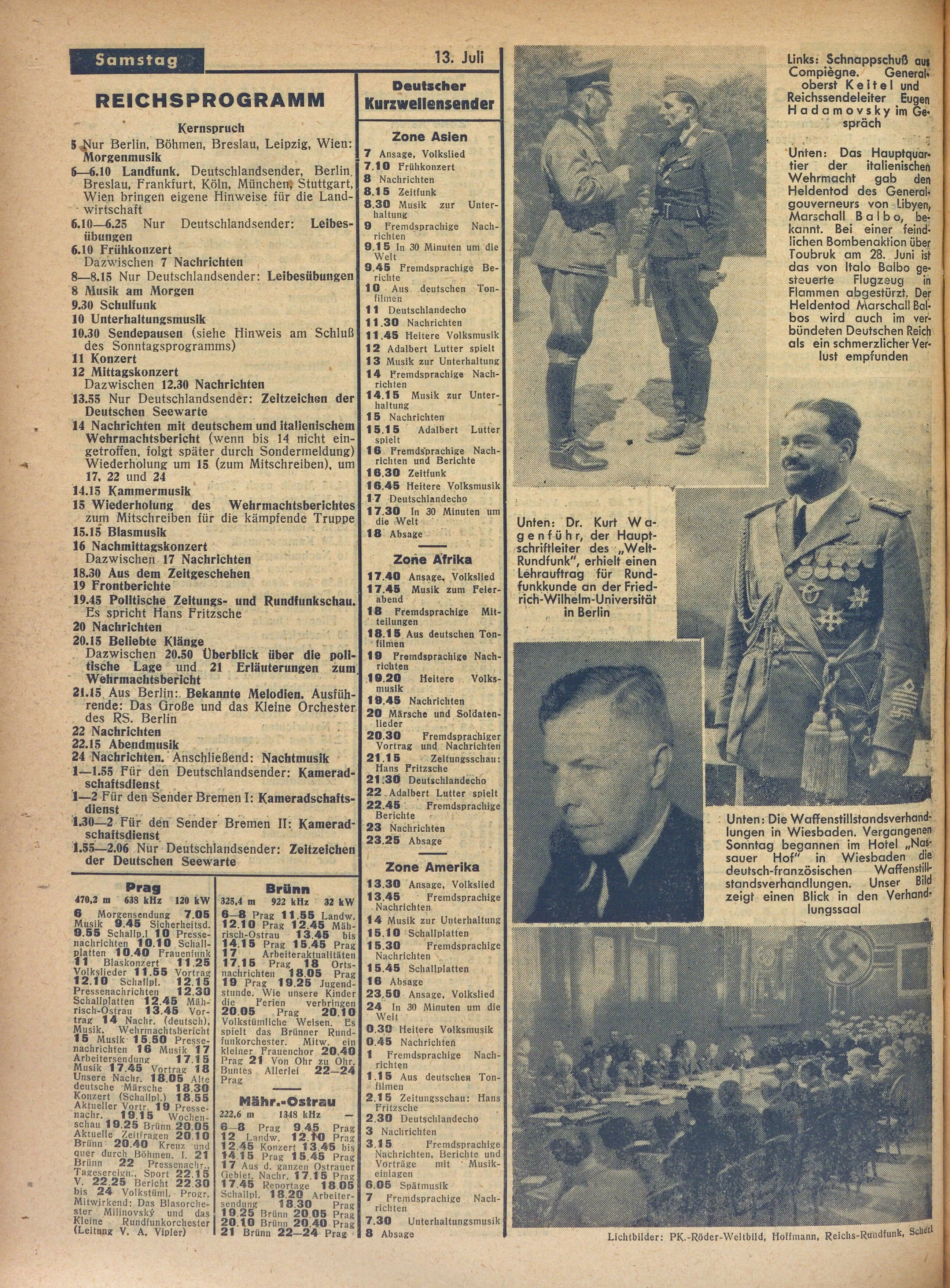
Hadamovsky (oberes Foto rechts) im Gespräch mit General Keitel in einer Wiener Radiozeitung 1940

Eugen Hadamovsky (* 14. Dezember 1904 in Berlin; † 1. März 1945 bei Hölkewiese, Landkreis Rummelsburg i. Pom.) war ein Funktionär der NSDAP sowie zwischen 1933 und 1942 Reichssendeleiter im deutschen Rundfunk.

## Leben
Eugen Hadamovsky gehörte bereits als Oberrealschüler der Schwarzen Reichswehr an. Nach eigenen Angaben studierte er in Berlin Chemie und Maschinenbau und schlug sich nach Auflösung der Freikorps ab 1921 als Schlosser und Automechaniker in Österreich, Italien, Nordafrika und Spanien durch. 1928 kehrte er nach Berlin zurück, zum 1. Dezember 1930 trat er in die NSDAP ein (Mitgliedsnummer 410.710). Wenig später wurde der NS-Propagandachef Joseph Goebbels auf ihn aufmerksam und beauftragte Hadamovsky 1931, den Reichsverband Deutscher Rundfunkteilnehmer auf Linie zu bringen. Ein Jahr später stieg er zum Abteilungsleiter in der Reichspropagandaleitung der NSDAP auf. Zu seinen Aufgaben gehörte es unter anderem, während der zahlreichen Wahlkämpfe in den frühen 1930er Jahren die Wahlreden Adolf Hitlers vom Rundfunk übertragen zu lassen.

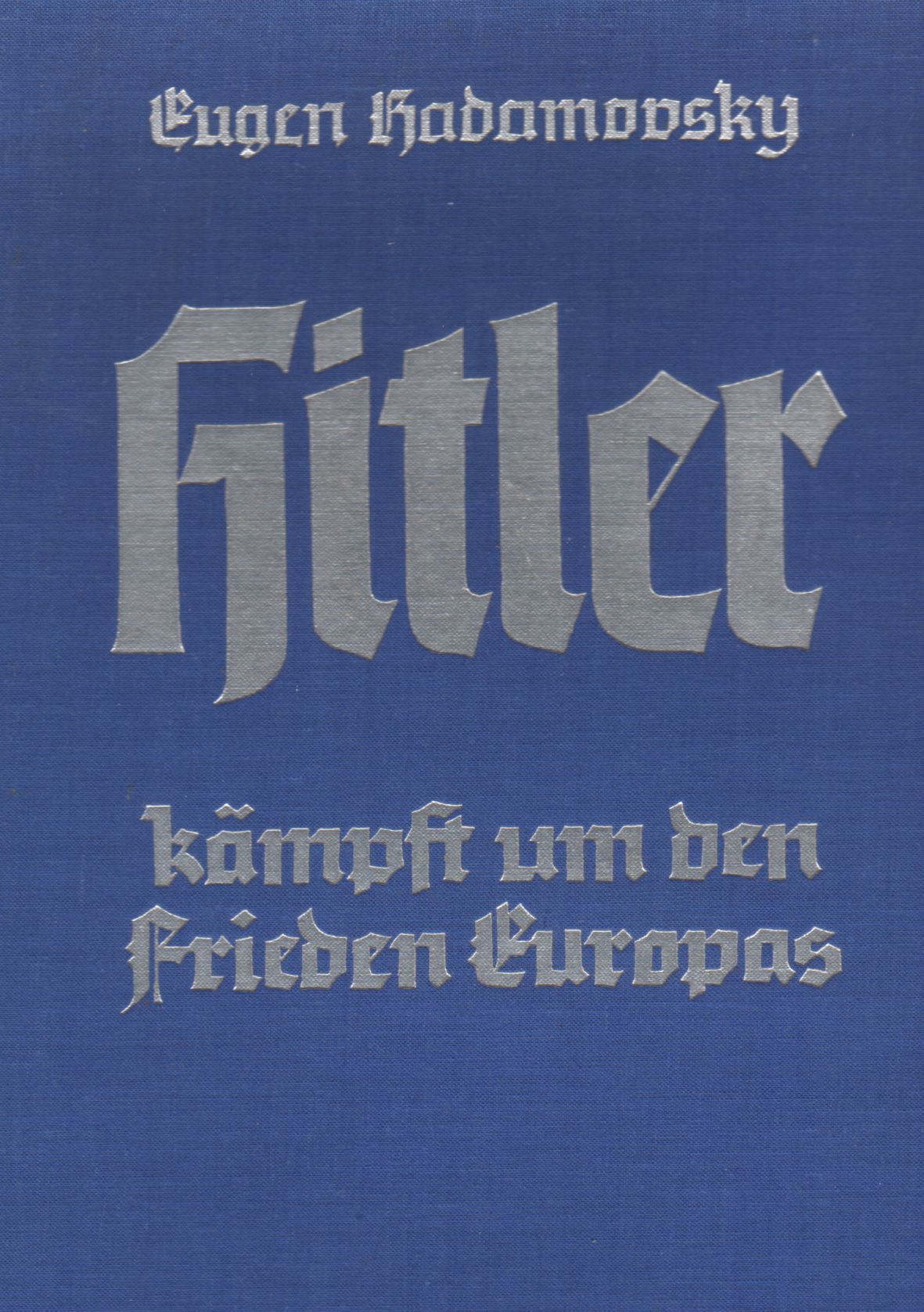
Hadamovskys Hommage an Hitler als Buch (1937)

Kurz nach der Machtergreifung der Nationalsozialisten 1933 ernannte Goebbels Hadamovsky zum Sendeleiter des Deutschlandsenders. Nur wenige Monate später erfolgte seine Ernennung zum Programmdirektor („Reichssendeleiter“) der Reichs-Rundfunk-Gesellschaft. In diesen Positionen war Hadamovsky maßgeblich an der von Goebbels betriebenen Gleichschaltung des Rundfunks in Deutschland beteiligt.
Ebenfalls im Jahr 1933 wurde Hadamovsky Vizepräsident der Reichsrundfunkkammer, in der die im Rundfunkbereich tätigen Redakteure erfasst wurden. Im selben Jahr publizierte Hadamovsky die Schrift Propaganda und nationale Macht, im darauf folgenden Jahr Der Rundfunk im Dienste der Volksführung. Von 1935 an war er als Reichssendeleiter auch Dienstherr der Intendanten des ersten deutschen Fernsehsenders (Fernsehsender Paul Nipkow). Am 22. März 1935 eröffnete er in Berlin-Charlottenburg mit einer Ansprache als Reichssendeleiter den ersten regelmäßigen und öffentlichen Fernseh-Programmdienst der Welt. Die Gestaltung des Programms lag bei der Reichsrundfunkgesellschaft, die technische Seite betreute die Reichspost. Am 15. November 1935 ernannte ihn Joseph Goebbels zum Mitglied des Reichskultursenats.
Mit dem Ausbruch des Zweiten Weltkrieges fiel Hadamovsky die Frontberichterstattung im Rundfunk zu. Anfang 1940 ernannte ihn Goebbels zum Leiter der Rundfunkabteilung im Reichspropagandaministerium. Es folgten Differenzen mit Goebbels, worauf ihm dieser wegen „offensichtlicher Unfähigkeit“ alle Ämter im Rundfunkbereich entzog und Hadamovsky auf den vergleichsweise einflusslosen Posten des Stabsleiters der Reichspropagandaleitung der NSDAP abschob. Ende 1943 meldete sich Hadamovsky, seines bedeutungslosen Postens überdrüssig, freiwillig als Panzeroffizier zur Wehrmacht. Am 1. März 1945 starb er bei einem Angriff auf das von sowjetischen Truppen besetzte Dorf Hölkewiese in Hinterpommern.
Sämtliche Schriften Hadamovskys wurden in der Sowjetischen Besatzungszone (der späteren DDR) auf die Liste der auszusondernden Literatur gesetzt.